# کیواسو
کیواسو (به ایتالیایی: Chivasso) یک کومونه در ایتالیا است که در استان تورین واقع شده‌است.

## خصوصیات
کیواسو ۵۱٫۳۱ کیلومترمربع مساحت و ۲۶٬۷۹۵ نفر جمعیت دارد و ۱۸۳ متر بالاتر از سطح دریا واقع شده‌است.